# Platymya trisetosa
Platymya trisetosa là một loài ruồi trong họ Tachinidae.